# Довбизна
Довбизна (біл. Доўбізна) — село в Білорусі, у Кам'янецькому районі Берестейської області. Орган місцевого самоврядування — Верховицька сільська рада.

## Географія
Розташоване за 5 км на схід від білорусько-польського кордону.

## Історія
У березні 1863 року росіяни розстріляли в селі декількох жителів за підозрою у співчутті польським повстанцям. У 1921 році село входило до складу гміни Верховичі Берестейського повіту Поліського воєводства Польської Республіки.

## Населення
Станом на 10 вересня 1921 року в селі налічувалося 44 будинки та 177 мешканців, з них:
- 87 чоловіків та 90 жінок;
- 173 православні, 4 римо-католики;
- 117 українців (русинів), 45 поляків, 15 білорусів.

За переписом населення Білорусі 2009 року чисельність населення села була 317 осіб.